# Sweet Tooth
Sweet Tooth é uma série de revistas em quadrinhos que foi publicada pela editora americana DC Comics através de sua linha editorial Vertigo entre 2009 e 2013, com 40 edições. Criada e produzida pelo escritor e ilustrador Jeff Lemire, a série tem como cenário um futuro pós-apocalíptico e se dez anos após um evento conhecido como "O Flagelo" devastar o Planeta Terra. Todas as crianças nascidas após o evento são de uma nova espécie, híbrida entre humanos e animais, inclusive o protagonista, "Gus", um garoto com traços de cervo.
Em 2010, a série foi indicada ao Eisner de "Melhor Nova Série" e, por seu trabalho, Lemire foi indicado ao prêmio na categoria "Melhor Escritor" em 2012. Em português, a série ganhou o subtítulo Depois do Apocalipse e foi integralmente publicada entre 2012 e 2014, com seis volumes encadernados correspondentes aos originais americanos, pela sucursal brasileira da Panini Comics.